# Ministry for Primary Industries
Das Ministry for Primary Industries (MPI), in Maori Manatū Ahu Matua, ist ein Ministerium und Public Service Department (Behörde des öffentlichen Dienstes) in Neuseeland, das für die Bereiche Landwirtschaft, Biosecurity, Lebensmittelsicherheit, Landgemeinden, Fischerei und Forstwirtschaft zuständig ist.

## Geschichte
Es gibt wohl kein Ministerium in Neuseeland, das so viele Umgestaltungen und Neuordnungen widerfahren ist, wie das Ministry for Primary Industries (MPI). Wenn auch die Behörde als Ministerium erst seit 1972 besteht, reichen seine Ursprünge bis in die 1870er Jahre zurück, als im damaligen Department of Crown Lands ein sogenannter Stock Branch (Abteilung für den Viehbestand) mit rund 30 Schafsinspektoren eröffnet wurde. 1877 ordnete man die Verantwortung für die Fischerei dem damaligen Marine Department unter und schlug 1885 die neu geschaffene Abteilung für Land- und Forstwirtschaft dem Department of Crown Lands zu. Doch bereits 1892 wurde die Landwirtschaft ausgegliedert und zu einem eigenständigen Department of Agriculture geformt. 1919 folgte die Gründung des Forestry Department.
Im Jahr 1972 gründete man schließlich das Ministry of Agriculture and Fisheries (Ministerium für Landwirtschaft und Fischerei) und 1987 das Ministry of Forestry (Ministerium für Forstwirtschaft). 1995 wurde dann das Ministry of Agriculture and Fisheries in zwei eigenständige Ministerien aufgeteilt und 1998 die Ministerien für Landwirtschaft und Forstwirtschaft zum Ministry of Agriculture and Forestry (MAF) vereint.
Im Jahr 2002 gründete man die NZ Food Safety Authority, die 2010 dem MAF zugeordnet und 2004 der Bereich Biosecurity NZ dem MAF unterstellt wurde. 2011 wurde das Ministry of Fisheries in das MAF integriert und im Jahr 2012 dann schließlich in Ministry for Primary Industries (MPI) umbenannt.

## Struktur des Ministeriums
Das Ministerium hatte Stand 30. Juni 2017 insgesamt 2580 Mitarbeiter, verteilt auf Büros an 70 verschiedenen Standorten des Landes und teilweise auch in Übersee. Strukturiert war das Ministerium Stand 2018 in acht unterschiedliche Zweige, die sich wie folgt darstellen:
- Strategy, Performance and Engagement – Strategie, Auftreten und Engagement
- Policy and Trade – Gesetze, Regelwerk und Handel
- Fisheries New Zealand – Fischerei
- Operations (incklusive Biosecurity New Zealand) – Arbeitsabläufe
- Regulation & Assurance (inklusive New Zealand Food Safety) – Regulation und Versicherung
- Sector Partnerships and Programmes – Sektor-Partnerschaften und Programme
- Te Uru Rākau – Forstwirtschaft
- Corporate Services – Unternehmensdienstleistung

und vier verschiedenen Geschäftsbereichen, wie:
- Biosecurity New Zealand (Teil von Operations Branch)
- Fisheries New Zealand
- New Zealand Food Safety (Teil von Regulation & Assurance Branch)
- Te Uru Rākau.

Die vier Geschäftsbereiche wurden erst 2018 geschaffen.
Für das Ministerium waren Stand November 2023 folgende Minister zuständig:
- Todd McClay, National Party als Minister of Agriculture und Minister of Forestry
- Shane Jones, New Zealand First als Minister of Oceans and Fisheries
- Andrew Hoggard, ACT New Zealand als Minister for Biosecurity und Minister for Food Safety[1]